# フブラン・メンデス
フブラン・メンデス（Houboulang Mendes、1998年5月4日 - ）は、フランス・エヴリー出身のサッカー選手。CDミランデス所属。ポジションはDF。

## クラブ経歴
2017年にスタッド・ラヴァルでプロデビュー。
2018年7月24日、フリーでFCロリアンに加入した。加入後3シーズン目からリーグ・アンでプレーする機会を得ると、2021-22シーズンにはリーグ戦36試合に出場した。
2022年7月6日、4年契約でUDアルメリアに移籍した。
2024年2月1日、出場機会を求めて2023-24シーズン終了までCDミランデスへレンタル移籍をした。